# Quiina grandifolia
Quiina grandifolia är en tvåhjärtbladig växtart som beskrevs av Gottfried Wilhelm Johannes Mildbraed. Quiina grandifolia ingår i släktet Quiina och familjen Ochnaceae. Inga underarter finns listade i Catalogue of Life.